# Fernando Vega Torres
Fernando Vega Torres (Arahal, 3 de juliol de 1984) és un exfutbolista andalús, que ocupava la posició de defensa. Ha estat internacional espanyol en categories inferiors.
Sorgeix del planter del Sevilla FC. Després de 69 partits amb el filial sevillista, la temporada 2005/06 recala a la Lorca Deportiva, de Segona Divisió, i a l'any següent, fa el salt a la primera divisió, de la mà de l'altre equip sevillà, el Reial Betis.